# 344. Infanterie-Division (Wehrmacht)
La 344. Infanterie-Division fu una divisione dell'esercito tedesco attiva durante la seconda guerra mondiale che venne creata nel 1942 e fu schierata lungo il fronte occidentale dove fu sciolta nel 1944 e dopo la sua ricostituzione combatté anche sul fronte orientale.

## Storia
La divisione fu istituita il 25 settembre 1942, nel sud-ovest della Francia, era per lo più composta da soldati anziani e scarsamente addestrati; inizialmente è stata schierata per la protezione costiera nella zona di Bordeaux, ma nel gennaio 1944 venne spostata a nord dell'estuario della Somme, nella sezione di Berck, con compiti di guardia costiera e di preparazione difensiva.
Il 6 giugno 1944, dopo lo sbarco in Normandia la divisione rimase nelle sue posizioni per difendersi da un previsto secondo sbarco, ma il 5 agosto 1944 fu trasferita nell'area a nord di Rouen, in Normandia. I trasporti furono molto complicati a causa della distruzione delle vie di comunicazione e dei raid aerei e dopo essersi stanziata in zona si scontrò in diverse battaglie contro le truppe alleate, subendo gravi perdite e verso la fine di agosto fu sciolta.
La divisione fu ricostituita a settembre e combatté nella foresta di Hürtgen, dove si scontrò in diverse battaglie contro gli alleati. Dalla fine di dicembre 1944 la divisione fu trasferita sul fronte orientale e schierata contro l'Armata Rossa nella zona di Cracovia, in Alta Slesia. La divisione fu fatta prigioniera dai sovietici durante i combattimenti per Berlino.

## Ordine di battaglia
344. Infanterie-Division 1942
- Festungs-Infanterie-Regiment 854
- Festungs-Infanterie-Regiment 855
- Artillerie-Regiment 344

344. Infanterie-Division 1944
- Grenadier-Regiment 1057
- Grenadier-Regiment 1058
- Grenadier-Regiment 832
- Artillerie-Regiment 344
- Pionier-Bataillon 344
- Feldersatz-Bataillon 344
- Panzerjäger-Abteilung 344
- Füsilier-Bataillon 344
- Divisions-Nachrichten-Abteilung 344
- Divisions-Nachschubführer 344

## Decorazioni
Alcuni soldati della 344. Infanterie-division furono premiati per le loro azioni in guerra:
- Croce Tedesca
  - in oro: 2
  - in argento: 1
- Croce di Cavaliere della croce di ferro: 3
- Distintivo per combattimenti ravvicinati:
  - in bronzo: 1

## Comandanti
- General der Infanterie Felix Schwalbe (27 settembre 1942 - 30 settembre 1944)
- Generalmajor Rudolf Goltzsch (settembre 1944 - settembre 1944)

Dopo la ricostituzione
- Generalmajor Eugen König (5 novembre 1944 - 16 dicembre 1944)
- Generalmajor Georg Koßmala (16 dicembre 1944 - 28 febbraio 1945)
- Generalmajor Rolf Scherenberg (28 febbraio 1945 - 15 marzo 1945)
- Generalleutnant Erwin Jollasse (15 marzo 1945 - 8 maggio 1945)[1]